# Culhua
Culhua (Culhuaque).- Stari indijanski civilizirani narod nastanjen u pred-konkvistadorsko doba na poluotoku što odvaja jezero México od jezera Xochimilco. Oni su naselili Culhuacan negdje u 12. stoljeću i isprva su bili gospodari nad plemenom Mexica, odnosno do utemeljenja Tenochtitlana. Sredinom 14. stoljeća, u vrijeme ekspanzije Tepaneka iz Azcapotzalca, porazili su ih Asteci. Sam grad osvojen je 1428.

## Vladari
1. Nauhyotl (umro 1124., nakon 60 gaodina.
2. Cuauhtexpetlatzin (1124-1181.)
3. Huetzin (1181. – 1202.)
4. Nonoalcatl (1202-1223.)
5. Achitometl (1223-1237.)
6. Cuauhtonal (1237-1251.)
7. Mazatzin (1251-1274.)
8. Quetzaltzin (1274-1287.)
9. Chalchiuhtlatonac (1287-1304.)
10. Cuauhtlix (1304-1311.)
11. Yohuallatonac (1311-1321.)
12. Tziuhtecatzin (1321-1334.)
13. Xihuitlemoc (1334-1352.)
14. Coxcoxtli (1352-1376.)
15. Huehue Acamapichtli (1376-1388.)
16. Achitometl (1488-1400.)
17. Nauhyotl (1400-1413.)